# Вожойский
Вожойский — починок в Завьяловском районе Удмуртской Республики Российской Федерации.

## География
Находится в 19 км к северо-востоку от центра Ижевска и в 19 км к северу от Завьялово. Стоит на реке Пуксевайка (приток р. Июль). К юго-западной черте деревни примыкает местечко Сашин Луг (ДНТ Долгуша).

## История
До 25 июня 2021 года входило в Италмасовское сельское поселение, упразднённое в связи с преобразованием муниципального района в муниципальный округ.

## Население
| 2010 | 2012 |
| ---- | ---- |
| 114  | →114 |

## Инфраструктура
Личное подсобное хозяйство.

## Транспорт
Вожойский доступен автотранспортом. Остановка общественного транспорта «Вожойский».